# Lillian Adams
Lillian Adams (13 de mayo de 1922-25 de mayo de 2011) fue una actriz de televisión estadounidense con más de 100 papeles en el cine y la televisión. Apareció en películas como Private Benjamin y Bruce Almighty, y series de televisión como Place Archie Bunker, The Twilight Zone, Married... with Children. También apareció en CVS Pharmacy como Super Saver Lillian. Su proyecto más reciente fue una película independiente titulada A qué precio.

## Filmografía
- Whirlybirds (1958) como Drugstore Clerk
- The Wild and the Innocent (1959) como Kiri Hawks
- The Outer Limits (TV series) (1963) como La madre de Dix
- Family Affair (TV series) (1966) como Mrs. Mariani
- Ironside (TV series) (1967) como Mrs. Farber
- Archie Bunker's Place (TV series) (1979) como Mrs. Plotkin
- The Jerk (1979) como Tillie
- Dragnet 1968 como Mother Maria
- Out of This World (TV series) (1987) como Evie
- Murphy Brown (TV series) (1988) como Estelle
- Wings (TV series) (1990) como Older Lady
- Dharma & Greg (TV series) (1997) como Mrs. Spinoza
- Becker (TV series) (1998) como Mrs. Rowick
- Malcolm in the Middle (TV series) (2000) como Mona
- Bruce Almighty (2003) como Mama Kowolski
- Two and a Half Men (TV series) (2003) como Mrs. Freemantle
- Ugly Betty (2006) como Esther
- The Suite Life on Deck (2008) como Mrs. Pepperman

- Datos: Q3332899
- Multimedia: Lillian Adams / Q3332899